# Widnes Vikings

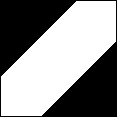
colores del equipo

Widnes Vikings es un equipo profesional de rugby league de Inglaterra con sede en la ciudad de Widnes.
Participa anualmente en la Super League, la principal competición de la disciplina en el país.
El equipo hace como local en el DCBL Stadium, con una capacidad de 13.250 espectadores.

## Historia
El equipo fue fundado en 1875, siendo uno de los clubes fundadores de la Rugby Football League, la asociación inglesa de rugby league.
El equipo participó en la primera edición del campeonato inglés de rugby league, finalizando en la 16° posición.
Durante su larga historia, el club ha logrado 3 campeonatos nacionales y 7 copas nacionales.
En 1989 se coronó campeón del mundo al derrotar por 30 a 18 a Canberra Raiders en el World Club Challenge.

## Palmarés

### Campeonatos Mundiales
- World Club Challenge (1): 1989

### Campeonatos Nacionales
- Super League (3): 1978, 1988, 1989

- Challenge Cup[3] (7): 1930, 1937, 1964, 1975, 1979, 1981, 1984

- RFL Championship Second Division (1): 2001

- Championship Cup (2): 2007, 2009